# Raúl Morón Orozco
Raúl Morón Orozco  (Chucándiro, Michoacán; 25 de octubre de 1958) es un profesor normalista y político mexicano, afiliado al Movimiento Regeneración Nacional. Fue presidente municipal de Morelia de 2018 a 2021, diputado local plurinominal del Congreso de Michoacán de 2008-2012 y senador del Congreso de la Unión por Michoacán en la primera minoría de 2012-2018, y desde el 1 de septiembre de 2024 en segunda fórmula. 

## Biografía
Comenzó a trabajar como docente en la escuela rural de Chincua, municipio de Senguio, al noreste del Estado.
En 1989 Morón Orozco fue comisionado al movimiento democrático magisterial, movimiento disidente del Sindicato Nacional de Trabajadores de la Educación (SNTE), que desde entonces se opuso a las acciones de Elba Esther Gordillo, instaurando un Comité Ejecutivo Estatal paralelo de la Sección XVIII del Sindicato Nacional de Trabajadores de la Educación para dar una nueva alternativa sindical.
En marzo de 1995 es electo secretario general del Comité Ejecutivo Estatal de la Sección XVIII del Sindicato Nacional de Trabajadores de la Educación (SNTE), puesto que ocuparía hasta 1998.
En el 2000 gana la elección del Partido de la Revolución Democrática para renovar la Presidencia del Comité Ejecutivo Estatal del Partido de la Revolución Democrática en Michoacán, elección que le gana a Enrique Bautista Villegas.
En 2011 participó como precandidato a Gobernador del Estado de Michoacán, en el proceso interno del Partido de la Revolución Democrática.
En 2012 obtuvo el cargo de Senador al Congreso de la Unión por primera minoría del Estado de Michoacán. En diciembre de 2017 renuncia al PRD y se integra a la bancada del Partido del Trabajo, afín a Morena.
Participó en las elecciones estatales de Michoacán de 2015 por el PRD, disputando la alcaldía de Morelia, alcanzando el 13.09% de la votación, cuarto lugar en las urnas. En las elecciones estatales de Michoacán de 2018 se postuló para el mismo cargo, esta vez por el Movimiento de Regeneración Nacional, ganando la alcaldía a Alfonso Martínez Alcázar, candidato independiente que buscaba la reelección.

## Estudios
Se graduó de la  Escuela Normal Urbana en Morelia Michoacán. Entre sus estudios realizados se encuentra la licenciatura en matemáticas en la Escuela Normal Morelos, además de otra licenciatura en Educación Física en la Escuela Normal Superior de Oaxaca.

## Carrera política
Como presidente del CEE del PRD, Morón Orozco se distingue por concretar una organización sólida del Partido de la Revolución Democrática y por establecer relaciones efectivas con varias fuerzas políticas.
En ese mismo periodo, el partido obtiene en Michoacán los mejores logros de toda su historia, consistentes en 8 diputaciones federales; por primera vez se logra obtener el triunfo en 67 Presidencias Municipales, 17 diputaciones locales; 13 de mayoría relativa y 4 plurinominales y por primera vez en la historia del Partido de la Revolución Democrática gana la gubernatura del estado.
Es fundador y presidente de la Alianza por la Unidad Democrática, organización social y corriente de expresión al interior del Partido de la Revolución Democrática, que se distingue por respaldar las causas populares y reivindicar las luchas de la sociedad en general.

## Otras actividades
Fue articulista del periódico “La Jornada de Michoacán” en donde ha publicado más de 100 artículos relacionados con temas políticos, sociales y educativos. También ha publicado diversos artículos en revistas especializadas en materia política y educativa..
Fue secretario General del Comité Ejecutivo Estatal de la Sección XVIII del Sindicato Nacional de Trabajadores de la Educación (SNTE), en el periodo 1993 a 1998. En el año 2000 se desempeñó como Secretario del Comité Ejecutivo Nacional del Partido de la Revolución Democrática. Fue diputado local plurinominal de la LXIX Legislatural, del 2002 al 2004 y en la Legislatura LXXI del 2008 al 2012.
En 2011 participó como precandidato a Gobernador del Estado de Michoacán en el proceso interno del Partido de la Revolución Democrática para convertirse finalmente en Senador de la República por el Estado de Michoacán a partir de 2012.